# Cattedrale di San Nicola (Lubiana)
La cattedrale di San Nicola (in sloveno Stolnica svetega Nikolaja) è l'unica cattedrale presente a Lubiana. Facilmente riconoscibile per la sua cupola verde e le due torri, si trova in piazza Cirillo e Metodio vicino al Triplo ponte (Vodnik Tromostovje).

## Storia

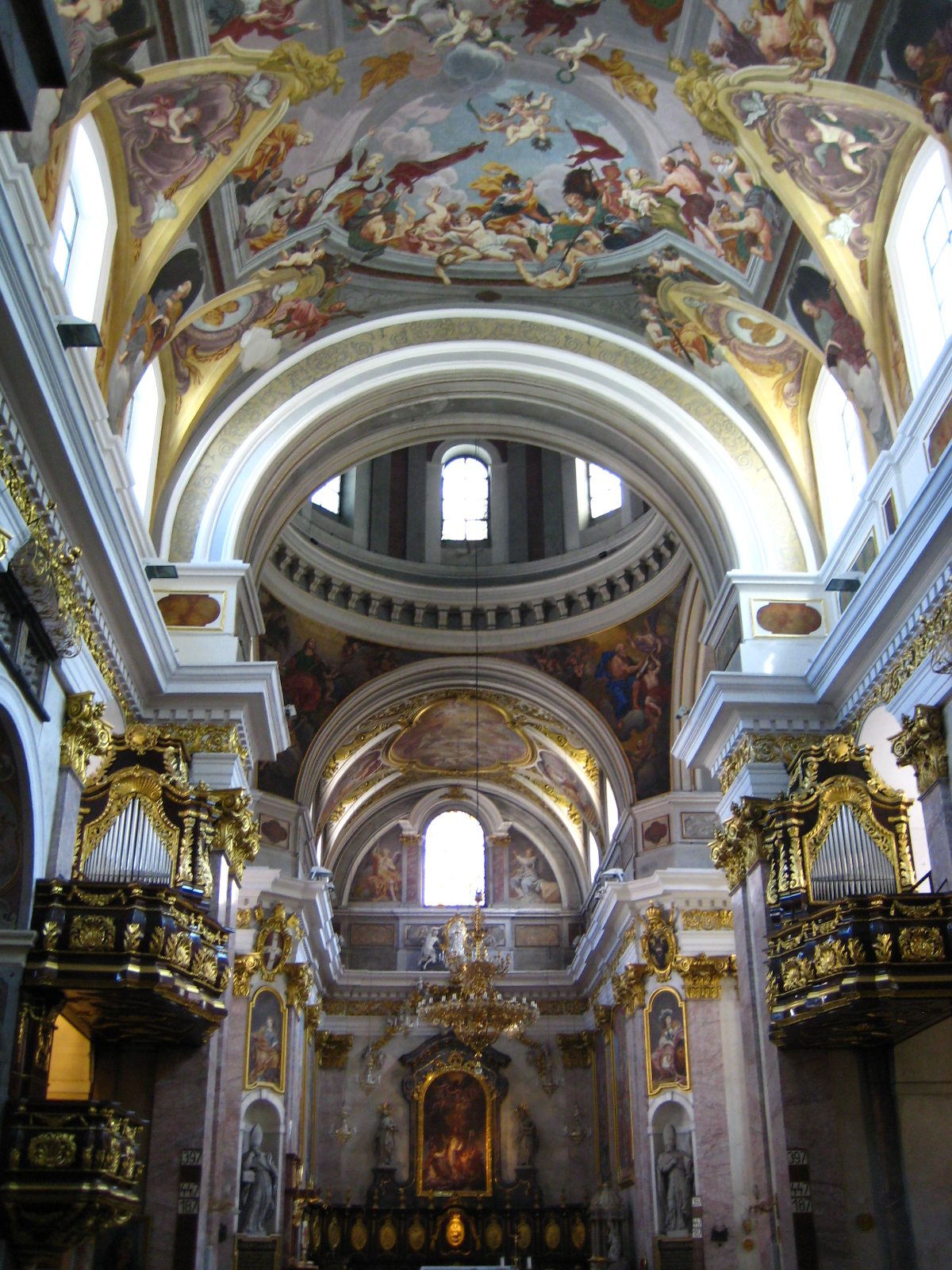
l'interno

Il luogo dove oggi sorge la cattedrale era inizialmente occupato da una chiesa romanica la cui prima testimonianza risale al 1262. Nel 1361 un incendio provocò la sua distruzione e pertanto fu ricostruita in stile gotico, sebbene sottoposta ad alcune variazioni quando nel 1461 fu eretta la diocesi di Lubiana. Nel 1469 l'edificio fu devastato da un nuovo incendio, ritenuto da molti di natura dolosa e presumibilmente appiccato dai turchi.
Tra il 1701 e 1706, l'architetto gesuita Andrea Pozzo disegnò una nuova chiesa barocca, con due cappelle sui lati per rappresentare una croce latina.

## Descrizione
L'interno è decorato con affreschi in stile barocco di Giulio Quaglio, dipinti tra il 1703 il 1706 e tra il 1721 e il 1723.
Altre decorazioni vennero dipinte dai fratelli Paolo e Giuseppe Groppelli sulla parte destra della navata nel 1711 e da Francesco Robba nella parte sinistra tra il 1745 e il 1750. Ad Angelo Putti furono commissionate la maggior parte delle opere d'arte, incluso il dipinto del diacono Janez Anton Dolničar (1715) il quale, tra il 1712 e il 1713, aveva ordinato la ricostruzione dell'edificio e le statue dei quattro vescovi dell'antica Emona seduti sotto il corpo della cupola. La cupola, originariamente solo dipinta sull'arcata sopra il centro della chiesa, venne costruita nel 1841 dall'architetto Gregor Maček e affrescata al suo interno da Matevž Langus tra il 1843 e il 1844. Negli anni cinquanta l'architetto Jože Plečnik pensò al nuovo arredamento della cattedrale.
Nel XX secolo molte delle porte furono rimodernate. Tone Demšar dipinse una raffigurazione della storia slovena per commemorare i 1250 anni del cristianesimo nel paese e Mirsad Begić ideò le porte laterali con i ritratti dei vescovi locali. Al di là della porta principale si trova una porta elettrica automatica.

La volta della cattedrale affrescato in stile barocco da Giulio Quaglio.

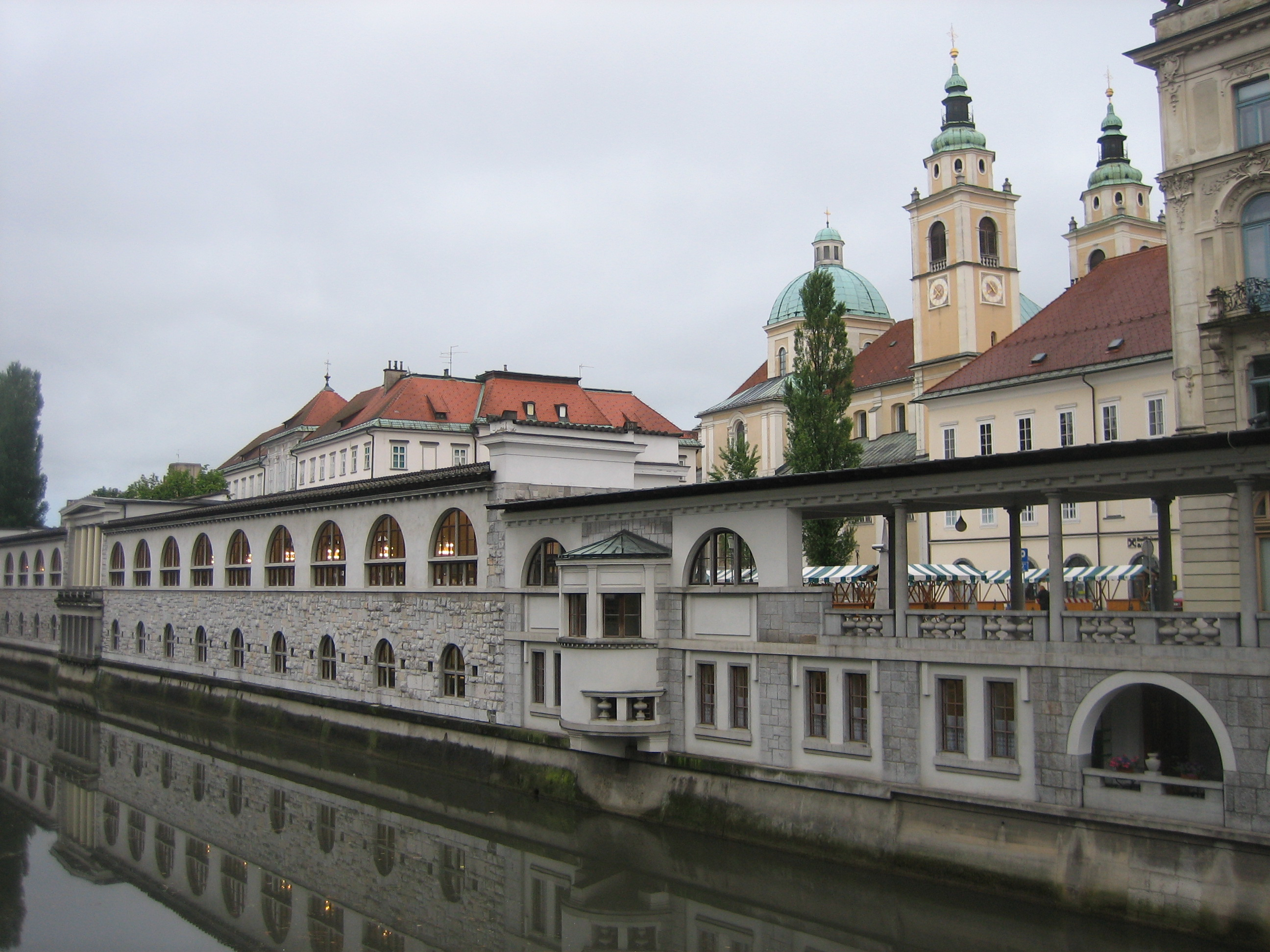
La Cattedrale di San Nicola e il Mercato di Lubiana